# Make Them Suffer
Make Them Suffer es una banda australiana de deathcore/metalcore sinfónico procediente de Perth, actualmente firmado para Rise Records. Cuando debutaron Neverbloom, este llegó a su pico en el Núm. 56 en los gráficos de Álbum de la ARIA en junio del 2012, mientras su siguiente disco, Old Souls debutó en el Núm. 30 en su salida en mayo del 2015. Después de firmar con Rise Records, sacaron una versión expandida de Old Souls en agosto del 2016, conteniendo también el EP Lord of Woe (originalmente lanzado en 2010) y una pista nueva, "Ether".
A pesar del nombre, la banda no lleva el nombre de la canción de Cannibal Corpse del mismo nombre.

## Historia
La banda lanzó su debut EP, Lord of Woe, el 27 de septiembre de 2010.
En febrero 2012, el grupo firmó con Roadrunner Records y en mayo del mismo año, debutaron su álbum Neverbloom.
Publicaron un single titulado "Let Me In" el 12 de mayo de 2014. 
El 29 de mayo de 2015, Make Them Suffer publica su segundo álbum Old Souls.
La banda firmó para Rise Records internacionalmente en enero del 2016.
El 14 de junio del 2016,  estrenaron una pista nueva titulada "Ether".
El 7 de junio de 2017, la banda publicó el single "Fireworks" y anunció sus tercer álbum Worlds Apart, publicado en julio de aquel año.
El 9 de junio de 2017, se anunció que Chris Arias-Real, Lachlan Monty, y Louisa Burton abandonaban la banda. Jaya Jeffery se introdujo como el nuevo bajista y Booka Nile como teclista/vocales limpias.
El 24 de julio de 2018, sacaron un nuevo single "27".
En septiembre de 2018, la banda estuvo de gira en América con After the Burial y The Acacia Strain.
En 2018, diciembre, se anunció una gira en norteamérica con Kingdom of Giants, Chelsea Grin, y Born of Osiris para 2019.
Han ido de gira con muchas bandas notables, incluyendo Architects, Thy Art Is Murder , Parkway Drive, The Amity Affliction, Pvris, Bleeding Through, Stick to Your Guns, Northlane, August Burns Red, Oceano, Job for a Cowboy, Whitechapel, y War from a Harlots Mouth. La banda completó una gira mundial en 2017 para tocar su álbum Worlds Apart por  Canadá, EE.UU., Europa, Reino Unido y Australia con ayuda de las bandas: Wage War, Enterprise Earth, Novelists, Spite, y Alpha Wolf.
En 2020, la teclista y vocalista Booka Nile abandonó la banda durante la COVID-19 para aparecer en la octava temporada de Married at First Sight Australia.
El 24 de febrero de 2022, la banda anunció a través de Twitter que Booka Nile ya no formaba parte de la banda. El 13 de octubre, la banda anunció a Alex Reade de Drown This City como su nuevo teclista, y lanzaron su primera canción con Reade, "Doomswitch". El 8 de marzo de 2023, para celebrar su décimo aniversario, la banda lanzó una versión remasterizada de su álbum debut Neverbloom, y anunció una gira de aniversario por Australia con Fit for an Autopsy y Ocean Sleeper, que se realizaría en mayo y junio.
El 11 de mayo de 2023, Make Them Suffer anunció su contrato con SharpTone Records, alineándose con Greyscale Records, y lanzaron un nuevo sencillo, "Ghost of Me", junto con su videoclip. El 9 de abril de 2024, la banda presentó otro sencillo, "Epitaph", con su videoclip. El 8 de agosto de 2024, lanzaron otro sencillo, "Oscillator", y poco después anunciaron un álbum homónimo que incluye sus sencillos anteriores, desde "Doomswitch".

## Miembros
| Miembros actuales - Sean Harmanis – voz(2009–presente),voz (2020–presente) - Nick McLernon – guitarra solista, voz(2009–presente), guitarra rítmica (2017–presente) - Jordan Mather – batería (2018–presenet, de gira en 2017) - Jaya Jeffery – bajo (2017–presente) - Alex Reade - voz, coros (2022 - presente) |  | Miembros anteriores - Richard West – guitarra rítmica (2009) - Cody Brooks – guitarra rítmica, voz(2009–2011) - Heather Menaglio – teclado, sintetizadores (2009–2011) - Craig Buckingham – guitarra solista (2011–2013) - Lachlan Monty – guitarra rítmica(2013–2016) - Chris Arias-Real – bajo (2009–2017) - Louisa Burton – teclista, piano, voz (2011–2017) - Tim Madden – batería (2009–2018) - Booka Nile – teclado, voz(2017–2022) |

## Discografía

### Álbumes de estudio
| Titulo                   | Detalles del álbum                                                                                                  | Posiciones |
| Titulo                   | Detalles del álbum                                                                                                  | AUS        |
| ------------------------ | --- | ---------- |
| Neverbloom               | - Lanzamiento: 25 de mayo de 2012 - Discografía: Roadrunner (RR7640-2) - Formatos: CD, descarga digital             | 56         |
| Old Souls                | - Lanzamiento: 28 de mayo de 2015 - Discografía: Roadrunner (541966108-2) - Formatos: CD, descarga digital          | 30         |
| Worlds Apart             | - Lanzamiento: 28 de julio de 2017 - Discografía: Rise (Rise 385-2) - Formatos: CD, descarga digital, LP            | 29         |
| How to Survive a Funeral | - Lanzamiento: 19 de junio de 2020 - Discografía: Rise (Rise 463-1) - Formatos: CD, descarga digital, LP, streaming | 17         |
| Make Them Suffer         | - Lanzamiento: 8 de noviembre de 2024 - Discografía: SharpTone - Formatos: CD, descarga digital, LP, streaming      | 38         |